# U-Bahnhof Praça de Espanha

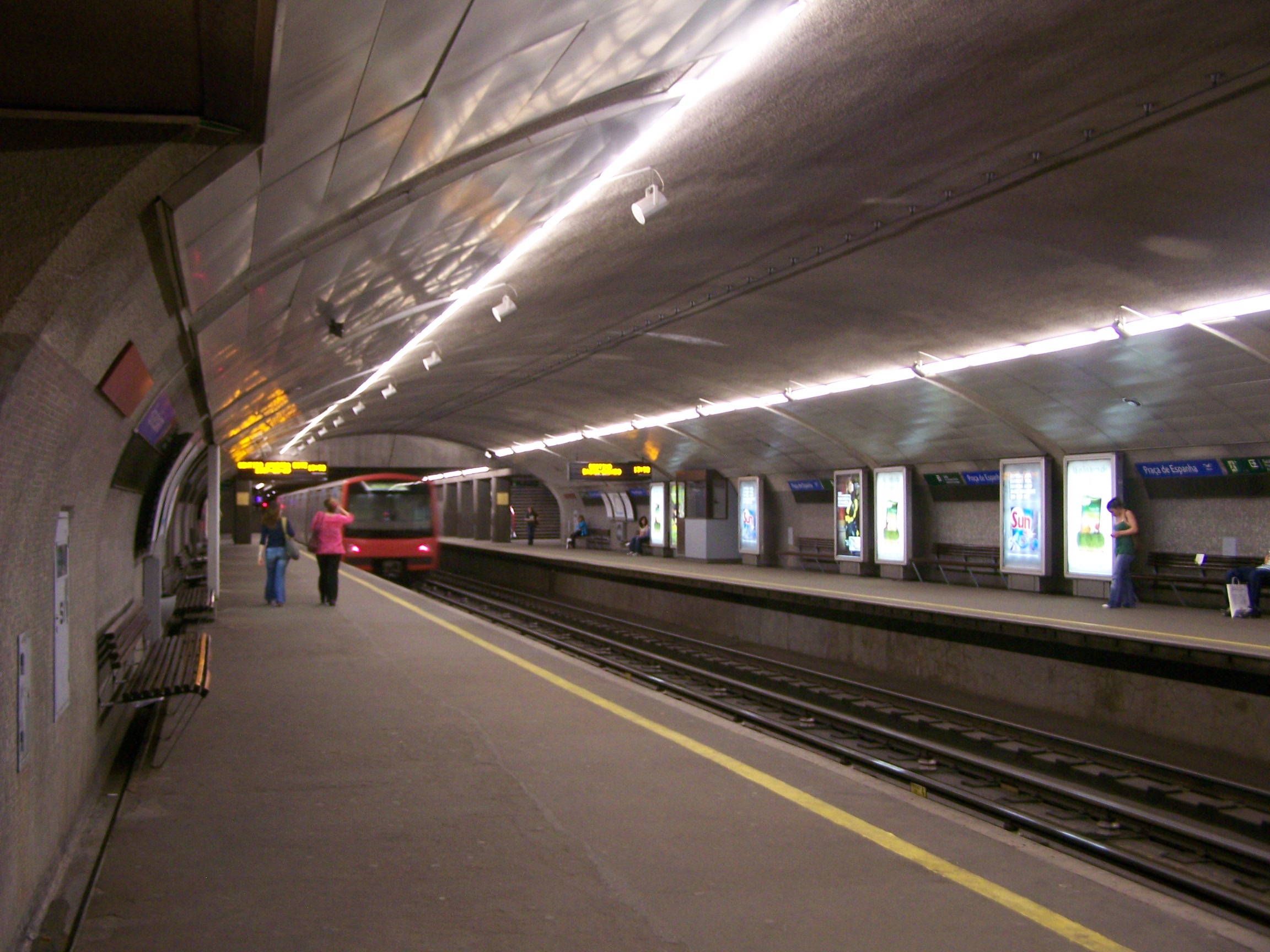
Der U-Bahnhof Praça de Espanha besitzt zwei schmale Seitenbahnsteige

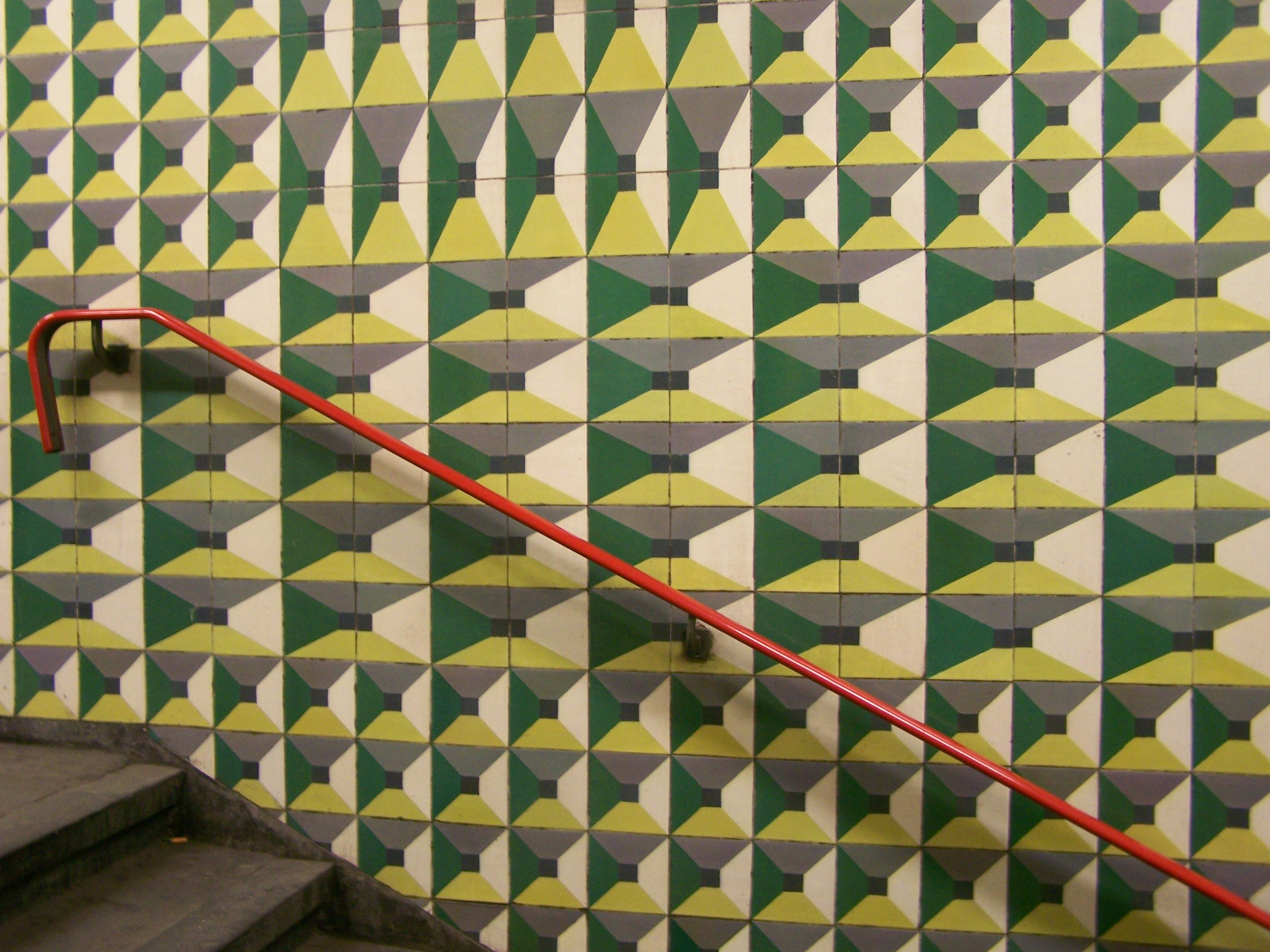
Fliesenmuster im östlichen Zugang

Praça de Espanha – bis 1998 Palhavã – ist ein U-Bahnhof der Linha Azul der Metro Lissabon, dem U-Bahn-Netz der portugiesischen Hauptstadt. Der Bahnhof befindet sich westlich unter der Praça de Espanha in der Stadtgemeinde Campolide. Die Nachbarstationen des Bahnhofes sind São Sebastião und Jardim Zoológico. Der Bahnhof ging am 29. Dezember 1959 als einer der elf Bahnhöfe des Lissabonner Ursprungnetzes in Betrieb.

## Geschichte
Am 29. Dezember 1959 eröffnete die Lissabonner Stadtverwaltung gemeinsam mit der Betreibergesellschaft Metropolitano de Lisboa das erste kleine Streckennetz der portugiesischen Hauptstadt mit den beiden Streckenästen nach Sete Rios und Entre Campos und dem gemeinsamen Endbahnhof Restauradores. Zu den elf Bahnhöfen, die eröffnet wurden, gehörte auch der Bahnhof Palhavã. Francisco Keil do Amaral entwarf zwei nüchterne, 40 Meter lange und 4,2 Meter breite Seitenbahnsteige. Die künstlerische Ausgestaltung übernahm wie auch bei den meisten anderen Bahnhöfen die aus der Algarve stammende Maria Keil. Sie entschied sich für die typischen Azulejos in der Farbe Gelb und wählte dazu verschiedene, dunklere korrespondierende Farben, sodass teilweise eine Dreidimensionalität entstand. Für die Bahnsteigwände verwendete Keil kleinteilige Riemchen. Grundsätzlich ähnelt der Bahnhof sehr den Nachbarstationen, beispielsweise São Sebastião und auch Parque (heute nicht mehr sichtbar).
Aufgrund der wachsenden Fahrgastströme ab 1966 entschied die Betreibergesellschaft ab 1972 alle Bahnsteige, deren Länge je nach Bedeutung und Eröffnungsdatum zwischen 40 und 70 Meter variierte, auf 105 Meter zu verlängern, sodass dort Sechs-Wagen-Züge halten können. Die Bahnsteige des Bahnhofs Palhavã wurden in diesem Zusammenhang 1978 um 65 Meter nach Süden verlängert. 1980 ließ die Betreibergesellschaft den Bahnhof in westlicher Richtung erweitern, sodass unter Leitung des Architekten Carlos Sanchez Jorge ein neuer Zugang zur Avenida Columbano Bordalo Pinheiro entstand. Den neuen Zugang gestaltete wie zuvor auch Maria Keil. Die Ergänzung am Bahnsteig ist sehr deutlich sichtbar, da jeweils eine schmale Stützenreihe die beiden Seitenbahnsteige flankiert.
Seitdem hat sich der Bahnhof nicht mehr wesentlich verändert. Lediglich 1998 benannte die Betreibergesellschaft Metropolitano de Lisboa den Bahnhof in einer großen Umbenennungsaktion um, seitdem trägt er den Titel des oberirdischen Platzes.  Zukünftig ist eine Ausstattung mit Aufzügen vorgesehen. Da bei der Metro Lissabon derzeit jedoch die Erweiterung der bestehenden Linien im Vordergrund steht, ist der nachträgliche Einbau derzeit kurz- bis mittelfristig nicht absehbar.

## Verlauf
Am U-Bahnhof bestehen Umsteigemöglichkeiten zu den Buslinien der Carris, der Vimeca sowie der Transportes Sul do Tejo.
| Linie | Verlauf |
| ----- | --- |
|       | Reboleira – Amadora Este – Alfornelos – Pontinha – Carnide – Colégio Militar/Luz – Alto dos Moinhos – Laranjeiras – Jardim Zoológico – Praça de Espanha – São Sebastião – Parque – Marquês de Pombal – Avenida – Restauradores – Baixa-Chiado – Terreiro do Paço – Santa Apolónia |